# Die Curiosity-Show
Die Curiosity-Show war eine Fernsehsendung aus Australien. Die Moderatoren der Show waren Deane Hutton und Rob Morrison. Letzterer übernahm später die Präsidentschaft der Adelaide Zoo Society.

## Konzept
Die Sendung behandelt vor allem naturwissenschaftliche Phänomene, beschäftigt sich aber auch mit Tieren, Basteleien, Rätseln, Denksportaufgaben und Experimenten. Ziel ist es, Kinder zwischen 8 und 14 Jahren zu kreativem Denken anzuregen.

## Geschichte
Die Sendung basiert auf der von 1965 bis 1971 produzierten Sendung Here’s Humphrey und auf der Humphrey B Bear’s Curiosity Show von 1972. Die seit 1972 produzierte Curiosity Show, deren Arbeitstitel The F Show lautete, mit den vier Moderatoren Rob Morrison, Deane Hutton, Ian Fairweather und Alister Smart hatte eine Laufzeit von 60 Minuten. Mit dem Ausscheiden der beiden zuletzt genannten Moderatoren im Jahr 1980 wurde die Sendung auf 30 Minuten reduziert.
In Deutschland wurde die Sendung in den 1980er-Jahren auf den Dritten Programmen der ARD, später auf dem Kinderkanal (6 Uhr morgens), in Sat.1 sowie im österreichischen Fernsehen ausgestrahlt.
Seit Juli 2013 wird Curiosity Show auf YouTube veröffentlicht. Die Moderatoren Rob Morrison und Deane Hutton haben für einen nicht genannten Betrag die Rechte an allen 5000 Beiträgen der Serie erworben und nutzen diesen Kanal, um eine neue Generation von Zuschauern zu erreichen.
Am 25. Mai 2014 veröffentlichten Morrison und Hutton auf YouTube eine neue Episode. Die erste Curiosity-Show-Sendung seit 1990 wurde von Kellog Australia finanziert und behandelt Themen über Ernährung und Frühstück.

## Auszeichnungen
Die Sendung wurde mit dem Prix Jeunesse International und 1982 mit dem Logie Award in der Kategorie Best Children’s TV Series ausgezeichnet.